# Fausto Ippoliti
Fausto Ippoliti (ur. 25 maja 1979 roku w Rzymie) – włoski kierowca wyścigowy.

## Kariera
W roku 1997 Fausto ścigał się we włoskiej Formule Renault Campus, w której został sklasyfikowany na 4. pozycji. Dwa lata później zadebiutował we Włoskiej Formule 3. Już w pierwszym podejściu zmagania w niej zakończył na 3. miejscu.
W latach 2000–2001 rywalizował w Europejskiej Formule Renault 2000. Pierwszy sezon ukończył na 13. lokacie, natomiast w drugim był piąty.
W 2003 roku powrócił do włoskich mistrzostw F3. Ostatecznie zajął w niej 5. pozycję. W trzecim roku startów w tej serii, sięgnął po tytuł mistrzowski.
W latach 2005–2007 brał udział w Europejskiej oraz włoskiej Formule 3000. W ciągu trzech lat startów, w końcowej klasyfikacji, dwukrotnie zajął  siódme, a raz trzynaste miejsce.